# 太平乡 (攀枝花市)
太平乡，是中华人民共和国四川省攀枝花市仁和区下辖的一个乡镇级行政单位。这里的红岩村是仁和区唯一一个傣族聚居的村庄。

## 行政区划
太平乡下辖以下地区：
大村、花山社区村、河边村、大坝村、龙潭村、半海村、江边村、革新村、红岩村、先锋村和灰嗄村。